# John Colarusso
John Colarusso   (30 de juny de 1945) és un lingüista especialitzat en llengües caucàsiques. Des de 1976, ha ensenyat a la Universitat de McMaster a Hamilton, Ontario.
Colarusso ha publicat més de seixanta-cinc articles sobre lingüística, mites, política i el Caucas; també ha escrit tres llibres, n'ha editat un i està acabant dos llibres més.
Entre altres obres, ha publicat llibres de gramàtica de la llengua kabardiana.

## Publicacions seleccionades
- Colarusso, John (1997). "Enllaços filètics entre el protoindoeuropeu i el proto-caucàsic del nord-oest". The Journal of Indo-European Studies (Chicago Linguistic Society) 25 (1-2): 119-151.
- Colarusso, John (2003). "Més etimologies entre els indoeuropeus i el nord-oest del Caucas". A Holisky, Dee Ann; Tuite, Kevin. Temes d’actualitat en teoria lingüística. Amsterdam: John Benjamins Publishing Company. pàg. 41-60.ISBN 978-1588114617 .
- Colarusso, John (2014). The Northwest Caucasian Languages (RLE Linguistics F: World Linguistics): A Phonological Survey (Routledge Library Editions: Linguistics) Edició Kindle
- John Colarusso. Tales of the Narts: Ancient Myths and Legends of the Ossetians.  Princeton University Press, 28 juny 2016. ISBN 978-1-4008-8112-3.978-1-4008-8112-3
- John Colarusso. Myths from the Caucasus: the Nart Sagas of the Circassians, Abazas, Abkhaz, and Ubykhs.  Princeton University Press, 2002.
- John Colarusso. A Grammar of the Kabardian Language.  University of Calgary Press, 1992.
- John Colarusso. A North West Caucasian Linguistics Reader.  LINCOM-Europa, 2015.